# Bahía Nushagak
La bahía de Nushagak (del inglés: Nushagak Bay) es una pequeña bahía localizada en la parte norte de la gran bahía de Bristol, en Alaska (Estados Unidos), un alargado entrante del océano al este del mar de Bering, en el sur de Alaska. En ella desaguan el río Nushagak, el río Wood y el río Snake. Forma parte de la red hemisférica de reservas para aves playeras como sitio de categoría regional.
En sus proximidades se sitúa la ciudad más grande la región, Dillingham (2466 hab. en 2000), y es famosa por la pesca del salmón.